# متحف الكناني للتراث
متحف الكناني للتراث أحد متاحف منطقة تبوك, أسسه عوضة منسي الزهراني، يقع المتحف بالسوق الدولي ويتكون من قاعتين رئيسية كبيرة بها 12 جناح تحتوي على الكثير من قطع التراث العملات والوثائق والسجاد وأدوات القهوة العربية والحلي والملبوسات النسائية ووالجلديات والنحاسيات والفخاريات وأدوات الحرب والأسلحة والساعات والاقلام القديمة والمحنطات، ملحق بالمتحف ساحة بها مجسمات لبعض أنماط العمارة وخيمة بيت شعر.